# Чамалалски језик
Чамалалски језик (чамалалдуб мичIчI (çamalaldub miçʿçʿ)) један је од језика који припада групи сјевероисточних кавкаских језика, а који припада андијској подгрупи Аваро-андијској породици језика. Унутар андијске подјеле језика, чамалалски језик припада групи Ботлихско-тиндијских језика . Говори се у Дагестану и то од старне свега 500 припадника од 5000 Чамалала, колико се процјењује њихов број. Чамаласки језик посједује 3 дијалекта и то, Гадири, Гаквари и Гигатл. Немају писани језик, па из тог разлога користе аварски и руски књижевни језик.

## Историја
Чамалалски језик се говори на подручју сјеверозападног дагестана од стране Чамалала. Процјењује се да их има око 5.000 од којих око 500 припадника говори овим језиком. Вјерује се да се чамалалски језик користи од 8. или 9. вијека. Данас имам статус угрожених језика.

### Географска распрострањенст
Говорници овог језика живе у осам села у Тсумадијском региону, на лијевој страни ријеке Анди-Коису у Дагестану и мали дио у Чеченији.

### Дијалекти
Поред основана три дијалекта постоје и субдијалекти (поддијалекти), а то су: Тсумада и Квенчи дијалекти.